# IC 3983
IC 3983 — галактика в сузір'ї Гончі Пси.
Цей об'єкт міститься в оригінальній редакції індексного каталогу.